# Gaspard de Bettencourt
Gaspard de Bettencourt  (França, 1440 – Ilha de São Miguel, Açores, Portugal, 1522) foi um nobre francês, descendente de senhores da Normandia, que serviu a Coroa Portuguesa. Foi 1º Morgado de Água de Mel, instituído na Ilha da Madeira.

## Biografia
Filho de Henrique de Bettencourt, o francês, Gaspard de Bettencourt nasceu em França, em 1440, e imigrou para a Ilha da Madeira com o seu tio Meciot no ano de 1448, de onde passou aos Açores, fixando residência na Ilha de São Miguel. Desposou D. Guiomar de Sá, filha de João Rodrigues de Sá e Dona Francisca de Souza, em Lisboa, Portugal, tendo o casamento acontecido na casa de D. Violanta, prima de Guiomar e esposa do Conde de Castanheira.
No 1.º de abril de 1505 o Rei D. Manuel I confirmou para Gaspard o brasão de armas da Família Bettencourt. Integrou a força que conquistou Azamor (Marrocos), em 1513, sob o comando de D. Jaime I, Duque de Bragança. Em 12 de maio de 1521 foi nomeado Cavaleiro da Casa Real por Decreto de D. Manuel I.[carece de fontes?]
Instituiu, com a sua mulher, uma Capela no claustro na Sé de Lisboa, onde é venerada uma imagem de Nossa Senhora de Bettencourt.[carece de fontes?]
Encontra-se sepultado, juntamente com a sua esposa, na Igreja de São Sebastião (Matriz), Ponta Delgada, Ilha de São Miguel, Açores, Portugal.

## Família
Gaspard de Bettencourt e D. Guiomar de Sá tiveram os seguintes filhos: Henrique de Bettencourt, João de, Bettencourt e Sá, Rafael de Bettencourt e Sá, Brites de Sá, Guiomar de Sá,Isabel de Bettencourt e Sá, e Margarida de Bettencourt e Sá.[carece de fontes?]